# نيل براون (سياسي أسترالي)
نيل براون (بالإنجليزية: Neil Brown)‏ هو محكم ومحام بالقضاء العالي وسياسي أسترالي، ولد في 22 فبراير 1940 في ملبورن في أستراليا. حزبياً، نشط في الحزب الليبرالي الأسترالي. وقد انتخب عضو مجلس النواب الأسترالي عن دائرة Division of Menzies ‏ (1 ديسمبر 1984 – 25 فبراير 1991) وانتخب عضو مجلس النواب الأسترالي عن دائرة Division of Diamond Valley ‏ (13 ديسمبر 1975 – 5 مارس 1983) وانتخب عضو مجلس النواب الأسترالي عن دائرة Division of Diamond Valley ‏ (25 أكتوبر 1969 – 2 ديسمبر 1972).

## وصلات خارجية
- الموقع الرسمي